# قرار مجلس الأمن التابع للأمم المتحدة رقم 575
قرار مجلس الأمن التابع للأمم المتحدة رقم 575، الصادر في 17 تشرين الأول (أكتوبر) 1985، بعد التذكير بالقرارات السابقة بشأن الموضوع، ودراسة تقرير الأمين العام عن قوة الأمم المتحدة المؤقتة في لبنان (اليونيفيل) المعتمدة في القرار 426 (1978)، قرر المجلس تمديد ولاية اليونيفيل لستة أشهر أخرى حتى 19 نيسان 1986.
ثم أعاد المجلس التأكيد على ولاية القوة وطلب إلى الأمين العام تقديم تقرير عن التقدم المحرز فيما يتعلق بتنفيذ القرارين 425 (1978) و 426 (1978).
تم تبني القرار بأغلبية 13 صوتًا، مع امتناع عضوين عن التصويت من جمهورية أوكرانيا الاشتراكية السوفياتية والاتحاد السوفيتي.